# Fouad Bouzenada
Fouad Bouzenada, né le 9 août 1976, est un haltérophile algérien.

## Carrière
Fouad Bouzenada est médaillé d'argent aux Championnats d'Afrique d'haltérophilie 1996 à Ismaïlia. Il participe aux Jeux olympiques d'été de 1996 à Atlanta, terminant 29e en moins de 64 kg.